# Flugunfall der Aeropesca bei Tota
Der Flugunfall der Aeropesca bei Tota ereignete sich am 14. August 1978. An diesem Tag wurde eine auf einem Frachtflug von Bogotá nach Tame befindliche Curtiss C-46F-1-CU Commando der Aeropesca Colombia gegen einen Berg geflogen. Bei dem Unfall kamen alle 18 Insassen der Maschine ums Leben.

## Maschine
Das Flugzeug war eine Curtiss C-46F-1-CU, die im Jahr 1945 im Werk von Curtiss-Wright endmontiert und mit der Werknummer 22557, der Modellseriennummer CU2666 und dem militärischen Luftfahrzeugkennzeichen 44-78734 an die United States Army Air Forces (USAAF) ausgeliefert wurde. Einige Jahre nach dem Zweiten Weltkrieg wurde die C-46 als Überbestand der USAAF kategorisiert und ausgeflottet. Im Anschluss übernahm Transocean Air Lines die Maschine, ließ diese mit dem neuen Kennzeichen N68968 zu und betrieb die Maschine bis ins Jahr 1954. Anschließend war die Maschine bis 1963 bei Riddle Airlines im Einsatz. Von Juni 1963 bis September 1966 war die Maschine auf Zantop Air Transport zugelassen. Anschließend war die Maschine bis ins Jahr 1969 bei Universal Airlines im Einsatz. Im selben Jahr übernahm Aerocarga Colombia die Maschine und ließ sie mit dem neuen Kennzeichen HK-1350 wieder zu. Ab dem Jahr 1976 wurde die Maschine durch SEA Colombia eingesetzt, ab 1977 durch Aeropesca Colombia. Das zweimotorige Mittelstreckenflugzeug war mit zwei 18-Zylinder-Doppelsternmotoren des Typs Pratt & Whitney R-2800-75 Double Wasp ausgestattet. 

## Insassen
Den Flug hatten 15 Passagiere angetreten, obwohl die Maschine nur für sechs Passagiere zugelassen war. Es befand sich eine dreiköpfige Besatzung an Bord der Maschine, bestehend aus einem Flugkapitän, einem Ersten Offizier und einem Flugingenieur. Da es sich um einen Frachtflug handelte, waren auf dem Flug keinerlei Flugbegleiter vorgesehen.

## Unfallhergang
Die Maschine wurde trotz widriger Wetterbedingungen nach Sichtflugregeln geflogen. Während des Fluges verschlechterten sich die Wetterbedingungen immer weiter. Schließlich prallte die Maschine gegen einen Hang des 3.543 Meter hohen und südlich von Sogamoso, Boyacá gelegenen Berges Páramo de Laura. Das Wrack der Maschine wurde Stunden später entdeckt; unter den 18 Insassen gab es keine Überlebenden.

## Ursache
Die Unfalluntersuchungskommission stellte als Unfallart einen Controlled flight into terrain fest. Zu dem Unfall sei es durch ein Zusammenwirken mehrerer Faktoren gekommen, so hätten starke Winde die Maschine vom Kurs abkommen lassen. Die Unfallermittler bemängelten, dass die Besatzung die Maschine unter schlechter Sicht und somit Instrumentenflugbedingungen im Sichtflug flog. Ferner wurde festgestellt, dass die Maschine nicht lufttüchtig war, da zwei VOR-Empfänger fehlten und ein Radiokompass defekt war. Aufgrund der defekten bzw. fehlenden Navigationseinrichtung bemerkten die Piloten nicht, dass die Maschine vom Kurs abgekommen war.